# Helena Dziadowiec
Helena Dziadowiec (ur. 15 lutego 1936 w Cegielniku, zm. 11 grudnia 2020) – polska gleboznawczyni i biolog, prof. dr hab.

## Życiorys
Studiowała biologię na Uniwersytecie Mikołaja Kopernika w Toruniu. W 1977 obroniła pracę doktorską pt. Zmiany energetyczne towarzyszące humifikacji ściółek leśnych, a w 1990 habilitowała się na podstawie pracy zatytułowanej Rozkład ściółek w wybranych ekosystemach leśnych (mineralizacja, uwalnianie składników pokarmowych, humifikacja). 17 listopada 2003 nadano jej tytuł profesora w zakresie nauk rolniczych.
Pracowała w Instytucie Geografii na Wydziale Biologii i Nauk o Ziemi Uniwersytetu Mikołaja Kopernika.
Zmarła 11 grudnia 2020.